# Безім'янка (притока Ворскли)
Безім'янка (рос. Безымянка; Яр Безъимянный) — річка в Росії у Грайворонському районі Бєлгородської області. Ліва притока річки Ворскли (басейн Дніпра).

## Опис
Довжина річки приблизно 16,65 км, найкоротша відстань між витоком і гирлом — 15,58  км, коефіцієнт звивистості річки — 1,07 . Формується декількома балками та загатами.

## Розташування
Бере початок на північно-західній стороні від села Олександрівка. Тече переважно на північний захід через села Безімено та Козинка і впадає у річку Ворсклу, ліву притоку річки Дніпра.

## Цікаві факти
- У XX столітті на річці існували 2 свино-товарні ферми, 1 молочно-товарна ферма та декілька газових свердловин[1].